# Papa Westray

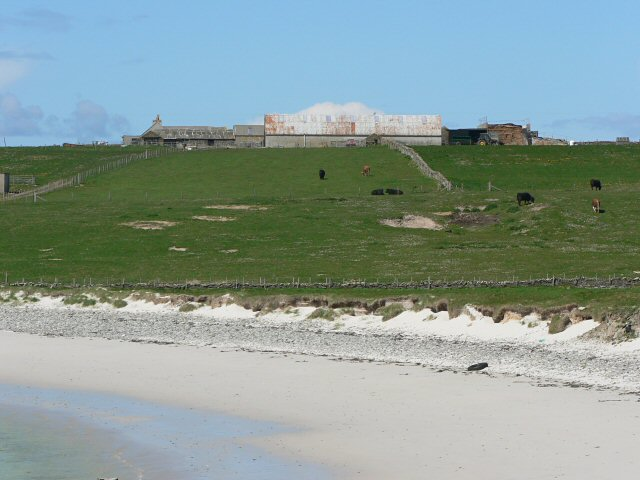

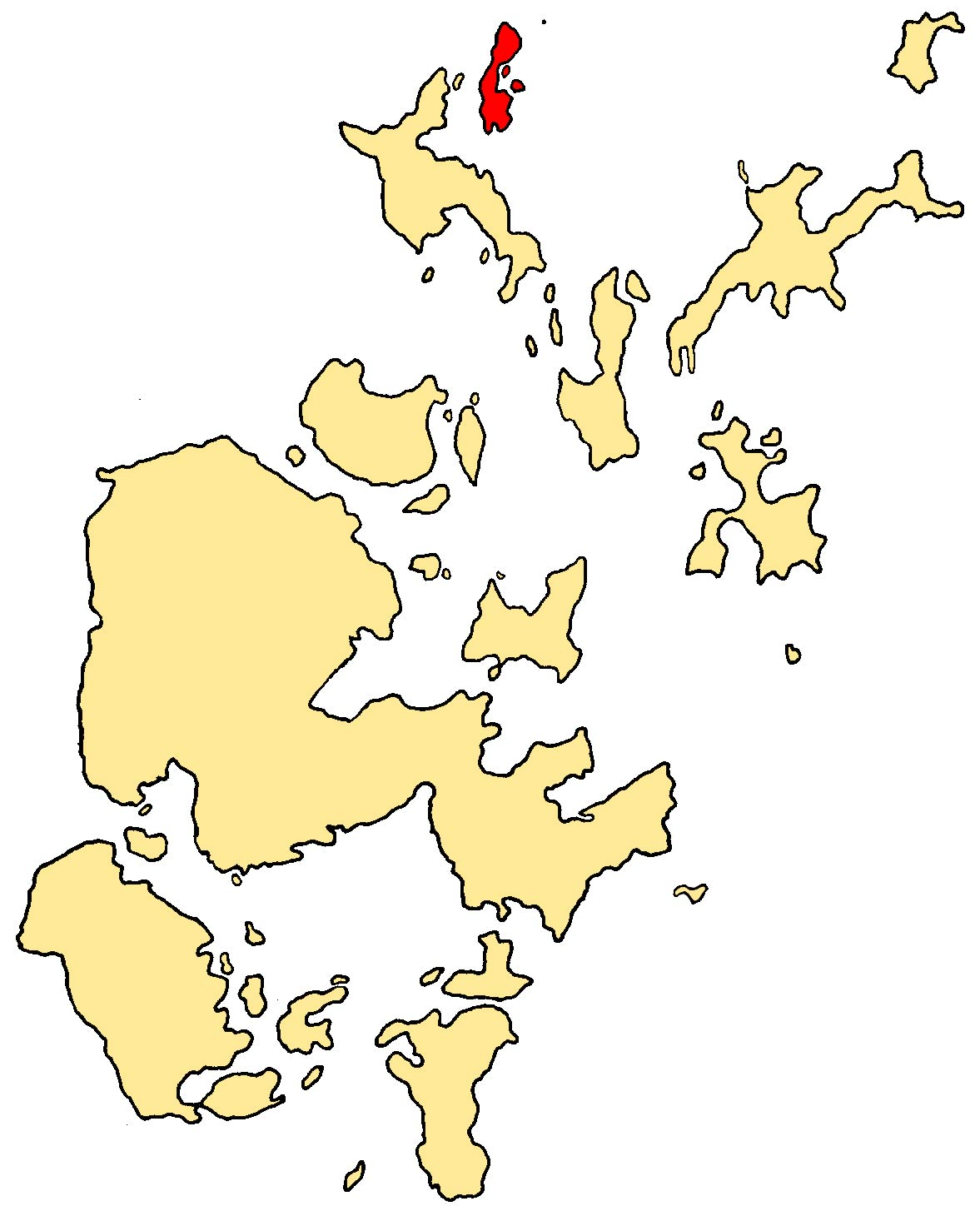
Papa Westrays placering i ögruppen, markerat med rött.

Papa Westray också känt som Papay är en ö i den skotska ögruppen Orkneyöarna. Papa Westray har cirka 70 invånare.
Från ön finns det färjeförbindelse till Pierowall och Rapness på Westray och Kirkwall på ön Mainland. Därutöver finns det även flygförbindelse till Kirkwall och Westray. Flygturen mellan Papa Westray och Westray anses vara världens kortaste flygresa.